# Nucleoproteina
Una nucleoproteina è una proteina strutturalmente associata agli acidi nucleici (sia DNA che RNA). La telomerasi, una ribonucleoproteina, e le protammine sono esempi di nucleoproteine.